# Insula (épület)

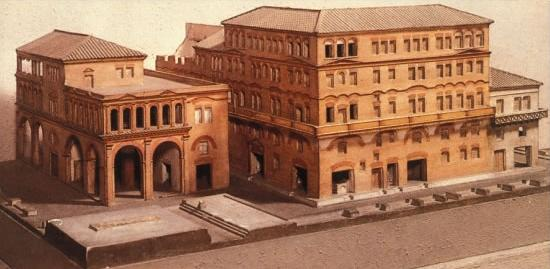
Ostiai épületek rekonstrukciójával készült makettek köztük egy háromemeletes insuláé.

Az insula (latin: sziget szóból, ejtsd: „inszula”) ókori római több emeletes bérház volt, elsősorban Róma városában.
Az elnevezés arra utal, hogy ezek a bérházak sikátorokkal körülvéve, tömbszerűen, szigetszerűen épültek össze. A fallal körülvett városokban, elsősorban Rómában az időszámításunk kezdete körüli idők városi népességrobbanásának köszönhetően váltak tömegessé. Érdekes módon főleg a provinciák, gyarmatvárosok szabályos, négyzet, téglalap alaprajzú negyedeit magukat is insuláknak nevezték, holott ezekben jellemzően alacsony, legfeljebb egyemeletes házak (domusok) álltak. Így a kifejezés jelentése inkább a sok polgár közös lakóhelye értelemmel bírt.
A hat, hétemeletes insula sem volt ritka, de a birodalmi korszak magassági korlátozásai ellenére irodalmi források említenek nyolc sőt kilenc emeletes insulát is, de a tipikus a négy-öt emeletes bérház volt.
A házakat általában a tulajdonosról nevezték el, de előfordultak az épület helyére utaló sőt fantázianevek is.
Az insulák alsóbb emeletein a felsőbb középosztálybeli módosabb polgárok, lovagok (equites) laktak. A földszinten általában üzlethelyiségeket (tabernae) alakítottak ki. Ezek belmagassága általában nagyobb volt, mint a lakásoké, és gyakran ácsolt galériával osztották meg műhely, raktár céljára, vagy ott laktak a boltosok is. (Bár tipikusan az üzletek egyemeletesek voltak, és az emeleten laktak a boltosok.) A földszinti helységek, üzletek egy része italmérés, kocsma, kifőzde lehetett, ahol a helyben fogyasztást is lehetővé tették. Utcanév és házszámok hiányában a kézműves boltok (ötvösok, fazekasok, kovácsok ...), hasonló profilú kereskedők valószínűleg egymáshoz közel települtek, hogy a vásárlók könnyebben odataláljanak. Néhány insula földszinti részén a domusok elrendezésére emlékeztető lakást alakítottak ki belső kerttel. A legfelsőbb szinteken laktak a szegényebb polgárok (a plebs). Nekik gyakran csupán egy kicsiny, ablaktalan helyiség jutott, s azon is többnyire többen osztoztak. Korabeli adatok szerint egy konkrét insulában több mint 40 ember zsúfolódott össze 330 m²-en, míg az épületben 6–7 fényűző lakás volt egyenként kb. 92 m²-es alapterülettel.
Azonban voltak kifejezetten teljes egészében a szegényebb polgárok számára épített bérházak is.
A gazdagabb polgárok saját házukban, domusban (vidéken villákban) laktak. Ezek eleinte területileg nem különültek el a szegényebb insuláktól, de később elkülönülő negyedeket alkottak.
A bérházakban a felsőbb lakások Róma fénykorában is nyomorúságosak voltak, így a polgárok igyekeztek minden szabadidejüket távol eltölteni. Az utcán beszélgetve, fürdőkben, kocsmákban, és a sűrűn megrendezett különféle látványosságoknál, amfiteátrumokban, színházakban, piaci látványosságoknál, és szinte csak aludni tértek haza.

## Története
A többemeletes bérház típus megjelenése a körülbelül időszámításunk kezdeté körül indult városi népességrobbanás következménye volt. A fallal körülvett városokban a lakóhelyek számának növelésére ez volt a kézenfekvő megoldás. A városfalak biztonságos kiterjesztése a hatalmas költségek miatt nem volt járható út. A városfalak szorításán kívül az emeletes bérházak jelentettek megoldást arra a problémára is, hogy a kor szállítási és közlekedési lehetőségei mellett rendkívüli nehézséget okozott volna egy hatalmas kiterjedésű földszintes vagy egy emeletes házakból álló települést működtetni, ellátni.

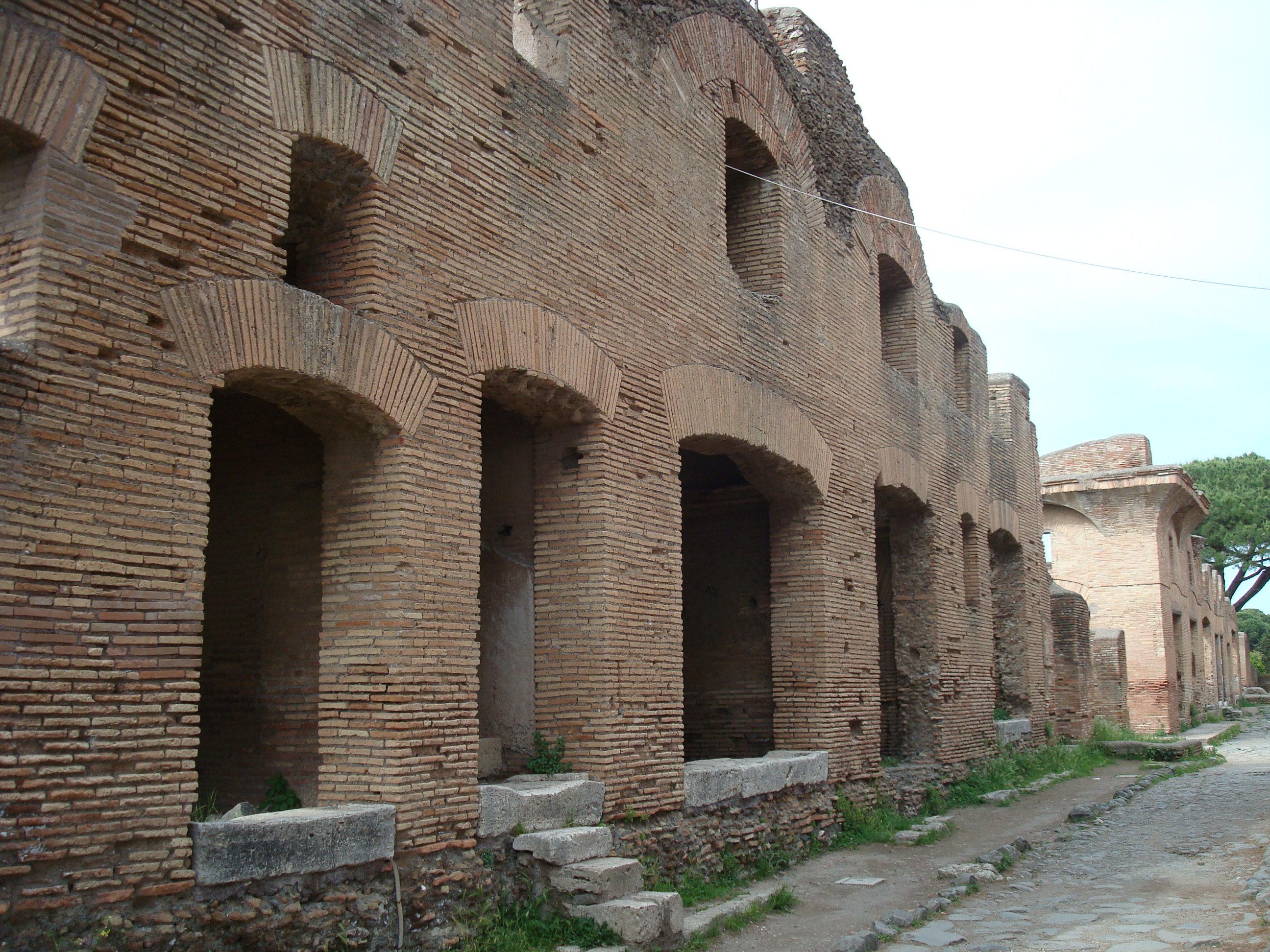
Egy insula romjai a korai 2. századból Ostia Antica római kikötővárosban

Vitruvius kevéssel időszámításunk kezdete előtt lelkendezve számolt be az emeletes bérházak megjelenéséről: 
„Ily módon a Város területe az emeletek révén függőleges térnyeréssel szinte megsokszorozódik, s a római nép nehézség nélkül jut kitűnő lakásokhoz.”
A nagyszerű Insula Felicles vagy Felicula a IX. kerületben a Circus Flaminius közelében  állt. A kora keresztény író, Tertullianus elítéli a sokemeletes épületek hübriszét összevetve a Feliclest az istenek toronymagas hajlékaival. 
Sztrabón megjegyzi, hogy az insulák, mint a domusok folyóvízzel és megfelelő higiéniával rendelkeztek. Valójában ezekben a házakban általában nem voltak vízvezetékek, sem szennyvízelvezetés. Előbbi hiányát a sűrűn elhelyezett, közeli közkutakból, utóbbit (a felgyűlt szeméthez hasonlóan) a vonatkozó tilalmak ellenére az ablakon keresztül oldották meg. Emiatt és a zsúfoltság miatt a járványveszély eléggé nagy volt.
A helyzet ebből a szempontból azért nem volt még tragikusabb, mert napközben rendelkezésre állt Róma kiterjedt nyilvános illemhely rendszere (a latrinae). Tisztálkodáshoz a közfürdők.
A lépcsőzet fából készült és igyekeztek úgy kialakítani, hogy ne egy összefüggő függőleges tömböt alkosson, de ez szerkezetileg általában nem volt lehetséges. Tűzbiztosabb megoldás lett volna a jóval drágább, s ezért ritkább kőlépcsőzet alkalmazása.

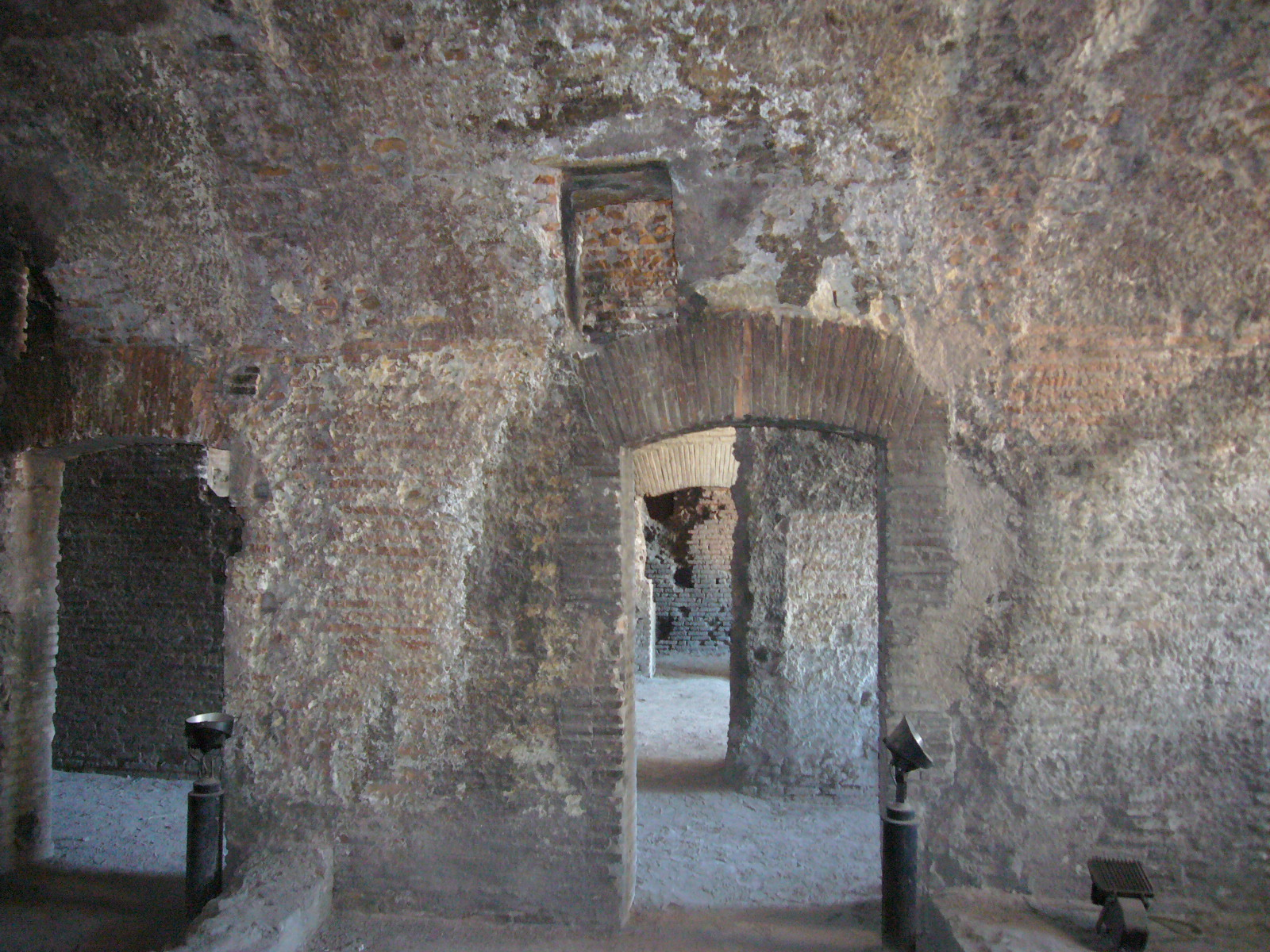
Szobák egy tágasabb lakásban.

A felsőbb szintek lakásai szűkösek és sötétek voltak. Az ablaküveget az északi, hűvösebb provinciákkal ellentétben Rómában nem használták. Az ablakokat vékony, fényáteresztő függönnyel látták el. Hideg esetén vastagabbal. Ritka nagy hidegek esetén spaletta szerű fa alkalmatossággal. De ezáltal a füst a lakásban gyűlt fel. A főzéshez fát, a világításhoz olajmécseseket használtak. A kéményt ismerték, de szinte csak a fürdőkben alkalmazták. Házakban való használatához át kellett volna térni a nyílt tüzű főzésről és a parázstartós alkalmi fűtésről a zárt tűzterű megoldásokra.
Insulariusnak nevezték a bérházra felügyelő, a bérbeadást intéző és a lakbért beszedő rabszolgát. 
Kicsit bonyolítja a dolgot, hogy magukat a bérház lakóit is insulariusnak mondták.
Egyes időszakokban a lakások bére maximált volt, vagy nem lehetett lakbért emelni. Ezért a házak karbantartására nem sokat költöttek. Emiatt néhány össze is omlott. Sok esetben a bérházakat eleve spekulációs célból minimális költséggel építették fel, ami sokszor életveszélyes épületeket eredményezett. Faanyag felhasználásával, sár téglából, később primitív, rossz minőségű betonból épültek, és Juvenalis szatirikus megjegyzései szerint tűzveszélyesek voltak és összeomlásra hajlamosak.

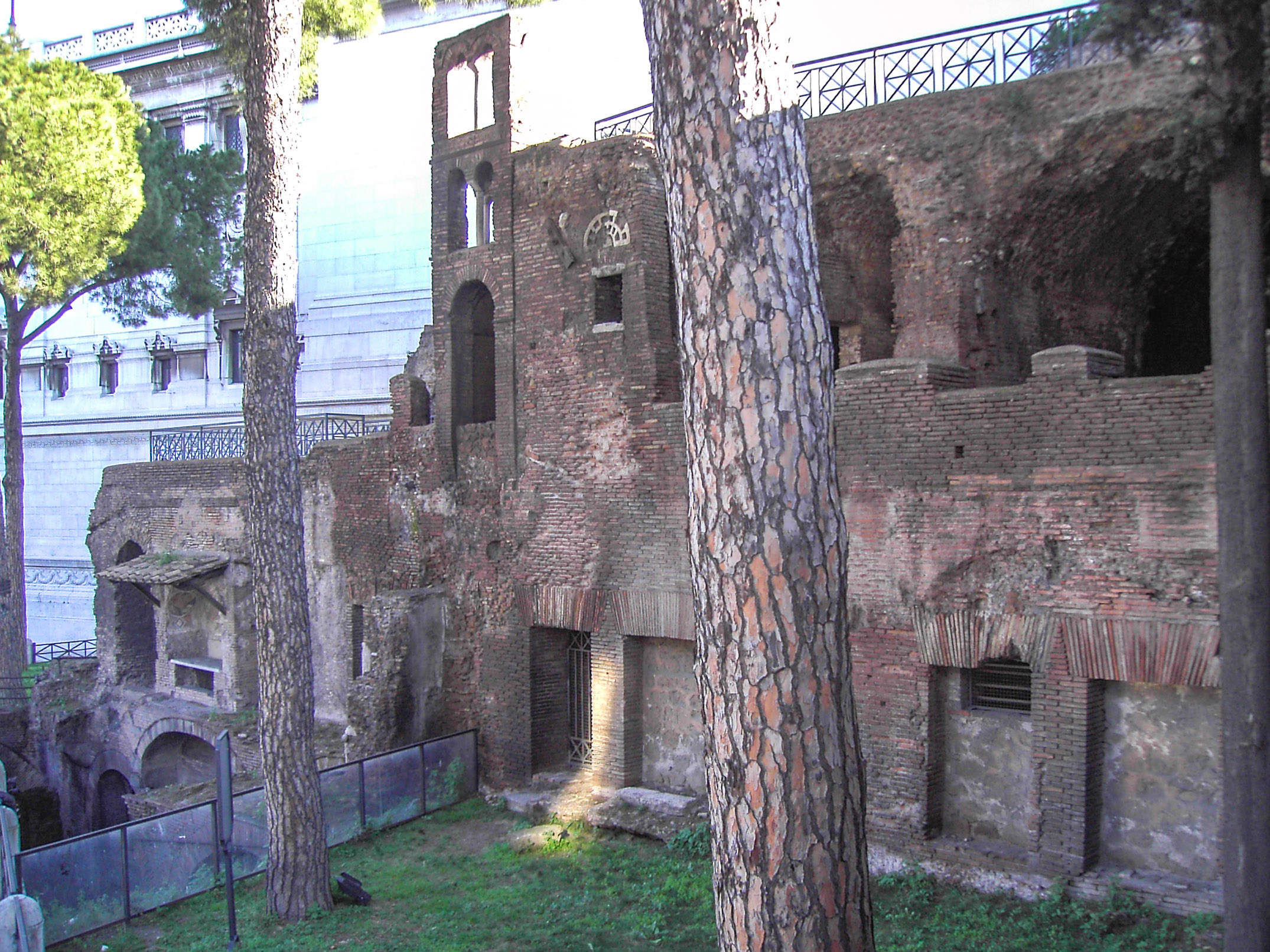
Egy insula megmaradt felső szintjei a Capitolium mellett Aracoeliben, Rómában

Sok vállalkozása mellett Marcus Licinius Crassus ingatlanspekulációval is foglalkozott, és számos insulája volt városszerte. Amikor valamelyik összeomlott a gyatra kivitelezés következtében, Cicero tanúsága szerint kijelentette, hogy örül mert magasabb összegű bérleti díjat számolhat majd fel az újjáépített épületben, mint amit az összeomlott ház lakásaiért kapott.
De az épületek általában téglából és a különleges, tartós római betonból készültek. Ennek köszönhetően egyes insulákban a legutóbbi időkig, a XX. század végéig laktak. Rómában így megmaradt néhány, jelenleg lezárt, nem látogatható insula. Illetve Rómában sok helyen a római kori utcaszint mélyen a mai utcaszint alatt található, és egykori házak emeletei találhatók egyes házak pincéi alatt, amiket egykori szilárd betonkivitelezésük miatt megbízható, tartós alapnak használtak a későbbi házakhoz.
Máshol viszont ugyanennek következtében az egykori insuláknak csak a legfelső emeletei emelkednek a mai utcaszint fölé.
Róma egyetlen csaknem teljesen épen maradt insulája az 5 szintes Insula dell'Ara Coeli a Capitoliumi-hegy lábánál, amely a 2. századból maradt fenn.

## Igazgatás, rendeletek
Augustus olyan reformokba kezdett, amelyek célja az épületek biztonságának növelése volt Róma városában. A tűzveszély és az összeomlás veszélyének szem előtt tartásával az insulák magasságát Augustus 70 római lábra (20,7 méter) korlátozta, amelyet Néró a nagy tűzvész után 60 lábra (17,75 m) csökkentett. A IV. századi adatok szerint Róma városában mintegy 42 000-46 000 insula állt szemben a III. század végén meglévő mintegy 1790 domusszal. Az insulák számát és kisebb mértékben a domusokét a klasszikus demográfiai számításokhoz használhatják fel. Ezek szerint Róma város lakossága a III. század végén 700-800 ezer között ingadozott. A lakosság több mint 1 millióra adódik Róma és a környező területek lakosságának ellátásához szükséges gabona mennyiségére vonatkozó adatok alapján számolva.

## Szépirodalom, játékfilm
- Petronius Arbiter: Satyricon, fordította és összekötő szöveg Horváth István Károly, utószó, jegyz. Szepessy Tibor; Magyar Helikon, Budapest, 1963
- Fellini: Satyricon, olasz film, 1969, rendezte: Federico Fellini

## Dokumentumfilmek
- Az emberiség története (Mankind the Story of All of Us, amerikai dokumentumfilm sorozat, 2012,) 3. epizód: Birodalmak
- Világ a város alatt - Róma (amerikai dokumentumfilm sorozat) 7. rész, benne egy gazdagabb bérház, a Vicus Capraricus bemutatása
- Róma - az első szuperhatalom (Rome The World's First Superpower, angol dokumentumfilm sorozat, 2014, rendezte: David Starkey) 3. (Death of a Hero) című rész
- Megapolisz: A feltárt ókori világ (Megapolis: The Ancient World Revealed, négy részes francia dokumentumfilm sorozat, 4x60 perc, 2020) 4., Róma (Rome) című rész